# Blaubeerblau
Blaubeerblau ist ein deutscher Fernsehfilm nach dem Drehbuch von Beate Langmaack in der Regie von Rainer Kaufmann. Die Uraufführung erfolgte am 29. Juni 2011 auf dem Filmfest München, die Erstausstrahlung im deutschen Fernsehen am 21. November 2012.

## Handlung
Fritjof ist ein „schüchternes Muttersöhnchen“, der – neben zwei Assistentinnen – als einziger verbliebener Angestellter im Architekturbüro von Corinna Mühlbauer arbeitet. Während seiner Arbeitszeit verliert er sich als Hobby-Ornithologe gelegentlich bei der Beobachtung von Vögeln. Eines Tages wird er jedoch jäh aus seinen Beobachtungen gerissen, als seine Chefin ihm aufträgt, in einem Hospiz Vermessungsarbeiten durchzuführen. So will sie endlich wieder an einen großen Auftrag für ihr wirtschaftlich schwächelndes Büro gelangen.
Fritjof ist zunächst bei dem Gedanken überhaupt nicht wohl, mit dem Tod konfrontiert zu werden. Er versucht, mit seiner Freundin über die neue Aufgabe zu sprechen, findet aber dort kein Gehör. Ihre Beziehung kriselt, weil sie mit ihm zusammenziehen und Pläne für die gemeinsame Zukunft schmieden möchte. Fritjof will sich jedoch nicht festlegen und sucht Rat bei seinen Eltern. Doch auch sie verstehen nicht, warum ihn diese neue Aufgabe so umtreibt. Anstelle aufmunternder Worte erhält er für die Arbeit im Hospiz lediglich ein paar schwarze Schuhe von seinem Vater. Bei seinem Besuch wird wieder einmal deutlich, dass beide Elternteile über den beruflichen Werdegang und die Beziehung ihres Sohnes unglücklich sind. Insbesondere seine Mutter, die ihm immer noch die Wäsche macht, hätte ihren Sohn lieber als erfolgreichen, selbstständigen Architekten gesehen.
Gemeinsam mit Frau Mühlbauer fährt Fritjof zum Hospiz. Die beiden werden unvermittelt mit dem Tod konfrontiert, als ein Sarg aus dem Gebäude gebracht wird. Überstürzt verlassen sie die alte Stadtvilla. Dennoch zwingt seine Chefin ihn, dort erneut hinzufahren, um die Vermessungsarbeiten aufzunehmen. Fritjof beugt sich widerwillig und nähert sich dem Gebäude. Er beginnt – sehr zum Ärger seiner Chefin – mit detaillierten Vermessungen des Außengeländes, um nicht in das Gebäude hinein treten zu müssen. Zu seiner großen Überraschung trifft er schließlich auf Hannes, einen alten Bekannten aus seiner Schulzeit. Mit ihm ging Fritjof zwar gemeinsam in eine Klasse, doch Hannes war seinerzeit das genaue Gegenteil von Fritjof: beliebt bei den Mädchen und bekannt für die besten Partys. Fritjof erfährt, dass Hannes an Pankreaskrebs im Endstadium erkrankt ist. Die beiden Männer freunden sich an und Fritjof kommt nun täglich in das Hospiz – allerdings ohne Vermessungen durchzuführen. Geschockt von der täglichen Präsenz mit dem Tod freundet sich Fritjof mit einigen weiteren Bewohnern an, so auch mit einer alten Dame, Frau Fahrenholtz. Gemeinsam mit ihr schaut er fern und genießt dabei einen schmackhaften Blaubeerwein. Auf seine Frage, wo derart leckere Blaubeeren wachsen, wird er von der alten Dame jedoch harsch angefahren: „Ihr Nachgeborenen, macht euch gefälligst selbst auf die Socken!“. Kurze Zeit später verstirbt die alte Dame. Fritjof ist schockiert und kündigt seine Arbeitsstelle, um sich fortan um Hannes zu kümmern.
Fritjof erfährt, dass Hannes Schwester Sabine ihn regelmäßig besucht. Fritjof war seinerzeit in sie verliebt, hatte jedoch auf Grund seines introvertierten Wesens bei der bildhübschen Schülerin zwei Jahrgangsstufen über ihm keine Chance. Er scheut die Konfrontation mit Sabine, weil er immer noch Gefühle für sie hegt. Hannes berichtet ihm weiter, dass er in seiner unbeschwerten Kindheit wundervolle Tage auf einem Bauernhof verbracht hat. Insbesondere die Kühe hatten es ihm seinerzeit angetan und es wäre ein großer Herzenswunsch von ihm, noch einmal eine Kuh zu streicheln. Als sich der Zustand von Hannes immer weiter verschlechtert, nimmt Fritjof Kontakt zu einem Viehhandel auf, um an eine Kuh zu gelangen. Kurz darauf erfährt er, dass Hannes nur noch wenige Tage zu leben hat. Wenig später trifft er auf Sabine. Sie wundert sich, wer ihren Bruder so liebevoll pflegt und ist mehr als überrascht, als Fritjof sich ihr offenbart. Die beiden besuchen gemeinsam ein Lokal; Sabine zeigt ihm alte Bilder ihres Bruders. Sie kommen sich näher und verbringen eine gemeinsame Nacht. Am nächsten Tag liegt Hannes im Sterben. Fritjof fährt zu einem entfernt gelegenen Bauernhof und kann einen Bauern überzeugen, eine Kuh in die Stadt in das Hospiz zu transportieren. Er erfüllt damit Hannes letzten Wunsch, der kurz darauf verstirbt.
Frithof erfährt wenig später vom Leiter des Hospizes, dass Frau Fahrenholtz ihm ein Vermächtnis hinterlassen hat. Auf einer Karte sind Koordinaten in einem Wald eingezeichnet. Zusammen mit der Urne der Verstorbenen macht er sich auf die Suche nach der Stelle. Dort angekommen findet er einen Blaubeerstrauch und ist fortan bereit, sein Leben selbst zu gestalten.

## Kritik
„‚Blaubeerblau‘ läuft im Rahmen der Themenwoche ‚Leben mit dem Tod‘ im Ersten, und man kann diesen Beitrag, sensibel und mit großer Leichtigkeit in Szene gesetzt von Rainer Kaufmann, durchaus verdienstvoll nennen. Berührungsängste sollen abgebaut werden, und das gelingt. Ohne zu verschweigen, dass der Tod ein Skandal ist und bleibt, geht es dem Film um die Frage, was gutes Sterben sein könnte oder sein sollte und was Sterbebegleitung für die Überlebenden bedeuten kann.“

„Initiator der Geschichte ist der Fernsehproduzent und frühere Talkshow-Moderator Hubertus Meyer-Burckhardt, der vor vielen Jahren einen Freund in einem Hospiz besucht hat und überaus angetan war von der positiven, lebensbejahenden Atmosphäre. Damals hat er sich vorgenommen, einen Film auf den Weg zu bringen, der das Thema Sterben mit einer gewissen Heiterkeit betrachtet und beim Zuschauer Lebensmut und Lebenslust weckt. Beate Langmaack und Rainer Kaufmann haben dies zusammen mit Devid Striesow auf vorbildhafte Weise umgesetzt.“

„‚Blaubeerblau‘ ist ein gut gemeinter Versuch, dem Tod etwas Positives abzuringen. Er traut sich, seinen eigenen Stil zu verfolgen und versucht sich nicht an morbidem Zynismus, wie es manche englische (‚Sterben für Anfänger‘) oder dänische Produktion (‚Okay‘) meisterlich beherrscht. Trotzdem hinterlässt der Film den bitteren Nachgeschmack zu früh gepflückter Beeren.“

## Auszeichnungen
- 2012: Hessischer Fernsehpreis in der Kategorie Bester Schauspieler an Stipe Erceg
- 2012: Publikumspreis beim Festival des deutschen Films, Ludwigshafen
- 2012: Hugo TV Award des Chicago International Film Festival in der Kategorie Bestes TV-Drama
- 2013: Auszeichnung für Bestes Drehbuch (für Beate Langmaack) durch die Deutsche Akademie für Fernsehen
- 2013: Medienpreis der Evangelischen Kirche in Deutschland in der Kategorie Fernsehpreis